# 1887 Virton
1887 Virton è un asteroide della fascia principale. Scoperto nel 1950, presenta un'orbita caratterizzata da un semiasse maggiore pari a 3,0066468 UA e da un'eccentricità di 0,1092663, inclinata di 9,60540° rispetto all'eclittica.